# Bertrand Blanchet
Pour les articles homonymes, voir Blanchet.
Bertrand Blanchet (né le 19 septembre 1932 à Saint-Thomas-de-Montmagny au Québec) est un prélat canadien, évêque de Gaspé de 1973 à 1992 et archevêque de Rimouski de 1992 à 2008.

## Biographie
Natif de Saint-Thomas-de-Montmagny, Bertrand Blanchet est ordonné prêtre à Montmagny le 20 mai 1956 après des études au grand séminaire de Québec. Il enseigne ensuite au collège de Sainte-Anne-de-la-Pocatière et au cégep de La Pocatière. Biologiste de formation, il obtient son doctorat en sciences forestières à l'Université Laval en 1975.
Nommé évêque du diocèse de Gaspé le 21 octobre 1973, il est consacré évêque par le cardinal Maurice Roy, archevêque de Québec, le 8 décembre de la même année, avec comme co-consécrateurs Jean-Marie Fortier et Gilles Ouellet. 
Le 16 octobre 1992, Jean-Paul II le nomme archevêque de Rimouski.
En 2000, il reçoit la médaille Gloire de l'Escolle.
Il se retire en juillet 2008, ayant atteint et dépassé l'âge de 75 ans auquel les évêques sont tenus de présenter leur démission au pape,. Pierre-André Fournier lui succède alors comme archevêque de Rimouski.

## Succession apostolique
Bertrand Blanchet a ordonné les évêques suivants :
- Évêque Raymond Dumais (1994)